# Henryk Niewodniczański
Henryk Niewodniczański (ur. 10 grudnia 1900 w Wilnie, zm. 20 grudnia 1968 w Krakowie) – polski fizyk, specjalista w fizyce jądrowej, twórca i dyrektor Instytutu Fizyki Jądrowej w Krakowie (od 1988 noszącym jego imię). Profesor fizyki na uniwersytetach: poznańskim (1937–1939), wrocławskim (1945–1946), Jagiellońskim (od 1946), zaliczany do najwybitniejszych polskich fizyków. Członek PAU i PAN. Przez studentów nazywany „Papą”.

## Życiorys
Uczył się w szkole średniej w Wilnie, Rylsku i Briańsku i ponownie w Wilnie, gdzie w czerwcu 1920 roku uzyskał z odznaczeniem świadectwo dojrzałości. W tym samym roku wziął udział jako ochotnik w wojnie polsko-bolszewickiej.
Studiował na Uniwersytecie Stefana Batorego (USB) w Wilnie, który ukończył w 1924 r. W 1926 r. uzyskał stopień doktora fizyki, na podstawie rozprawy pt. O absorpcji pasmowej i fluorescencji par rtęci. W 1927 r. wyjechał na stypendium do Uniwersytetu w Tybindze, gdzie pracował pod kierunkiem prof. Waltera Gerlacha. Habilitował się w 1932 r. na Uniwersytecie Wileńskim.
W 1934 dokonał odkrycia dipolowego promieniowania magnetycznego w widmie par ołowiu.
W tymże roku otrzymał stypendium Fundacji Rockefellera w Cambridge, gdzie pracował w Royal Society Mond Laboratory pod kierunkiem odkrywcy jądra atomowego lorda Ernesta Rutherforda, następnie przeniósł się do Cavendish Laboratory, także kierowanego przez Rutherforda.
W 1934 r. powrócił do Wilna, gdzie po otrzymaniu stanowiska adiunkta przystąpił do organizowania w Wilnie laboratorium do badań w fizyce jądrowej. W 1937 r. na dwa lata objął Katedrę Fizyki w Poznaniu, a w czerwcu 1939 r. wrócił do Wilna, gdzie otrzymał Katedrę Fizyki Doświadczalnej na Uniwersytecie Stefana Batorego. W 1945 r. wskutek ewakuacji z Wilna rozpoczął wykłady w Uniwersytecie i Politechnice we Wrocławiu oraz w Uniwersytecie Marii Curie-Skłodowskiej w Lublinie.
W 1946 r. został profesorem Uniwersytetu Jagiellońskiego w Krakowie, gdzie rozwijał badania naukowe i działalność dydaktyczną w zakresie fizyki doświadczalnej. Z czasem został kierownikiem zespołu wszystkich katedr fizyki Uniwersytetu Jagiellońskiego, z którego następnie powstał Instytut Fizyki UJ. Zainicjował i prowadził w Instytucie Fizyki UJ budowę małego cyklotronu C-48.
Mimo trudności uzyskał akceptację władz na lokalizację w Krakowie, zakupionego w ówczesnym ZSRR, cyklotronu U-120, który miał stanowić bazę założonego również przez profesora w 1952 r. ośrodka Fizyki Jądrowej PAN. W 1955 r. z ośrodka PAN utworzył profesor Instytut Fizyki Jądrowej (IFJ), noszący od 1988 r. jego imię.
Zajmował się optyką atomową i fizyką jądrową. Jest autorem 130 publikacji naukowych. W latach 1951–1953 pełnił funkcję prorektora UJ.
Brał udział w zakładaniu Zjednoczonego Instytutu Badań Jądrowych w Dubnej, był członkiem Rady Naukowej ZIBJ. Z jego inicjatywy powstało tam Laboratorium Problemów Jądrowych Oddział Spektroskopii Jądrowej i Radiochemii.
Był członkiem Towarzystwa Przyjaciół Nauk w Wilnie (1932), Towarzystwa Przyjaciół Nauk w Poznaniu (1937), PAU (1947), Towarzystwa Naukowego Warszawskiego (1951), Polskiego Towarzystwa Fizycznego, Société Française de Physique, Societá Italiana di Fisica, American Physical Society. W 1952 r. został członkiem korespondentem, a w 1961 r. członkiem rzeczywistym PAN; w latach 1960-1965 należał do Prezydium PAN. Był członkiem komitetów PAN: Komitetu Fizyki, Komitetu Astronomii i Komitetu do Spraw Pokojowego Wykorzystania Energii Jądrowej. Nagrodzony wieloma nagrodami państwowymi m.in. Nagrodą Prezydenta Mościckiego, odznaczony m.in. Orderem Sztandaru Pracy I klasy (1964), Krzyżem Oficerskim (1954) i Krzyżem Komandorskim z Gwiazdą Orderu Odrodzenia Polski oraz Złotym Krzyżem Zasługi (1951). Został pochowany na cmentarzu Rakowickim w Krakowie.

## Życie prywatne
Był synem Wiktora i Agnieszki z Ebenów. W dniu 28 marca 1932 r. zawarł związek małżeński z Ireną Prawocheńską (córką Romana i Heleny ze Świętorzeckich). Ich synami są: prof. Jerzy Niewodniczański – były prezes Państwowej Agencji Atomistyki i Tomasz Niewodniczański – polski fizyk jądrowy, przedsiębiorca i kolekcjoner.
Henryk Niewodniczański był praktykującym katolikiem.

## Upamiętnienie
W Swoszowicach (dzielnicy Krakowa) znajduje się ulica Henryka Niewodniczańskiego. Jego imię nosi Instytut Fizyki Jądrowej PAN. Przyznawana jest nagroda im. Profesora Henryka Niewodniczańskiego dla najlepszego absolwenta UJ.